# Рет (міфологія)
Рет — в античній міфології епонім народу ретів.
За Плінієм і Юстином, рети — нащадки етрусків, які були вигнані галлами на початку IV століття до н. е. і переселилися під проводом свого вождя Рета в Альпи. Лівій також вважає безсумнівним походження альпійських ретів від етрусків, хоча не згадує їх епоніма.
Сучасні лінгвістичні дані (особливо в роботах Гельмута Рікса) підтверджують спорідненість ретської й етруської мов.